# Kiril Boliuj
Kiril Boliuj (en ucraniano: Кірілл Болюх; Kiev, 12 de marzo de 2007) es un deportista ucraniano que compite en saltos de plataforma.
Ganó dos medallas en el Campeonato Mundial de Natación, en los años 2023 y 2024, y cuatro medallas en el Campeonato Europeo de Natación, en los años 2022 y 2025.
En los Juegos Europeos de Cracovia 2023 consiguió dos medallas de oro, en plataforma 10 m sincro y plataforma 10 m sincro mixto.
Participó en los Juegos Olímpicos de París 2024, ocupando el quinto lugar en la prueba sincronizada.

## Palmarés internacional
| Campeonato Mundial | Campeonato Mundial | Campeonato Mundial | Campeonato Mundial           |
| Año                | Lugar              | Medalla            | Prueba                       |
| ------------------ | ------------------ | ------------------ | ---------------------------- |
| 2023               | Fukuoka (Japón)    | Medalla de plata   | Plataforma 10 m sincro       |
| 2024               | Doha (Catar)       | Medalla de bronce  | Plataforma 10 m sincro       |
| Juegos Europeos    |                    |                    |                              |
| Año                | Lugar              | Medalla            | Prueba                       |
| 2023               | Rzeszów (Polonia)  | Medalla de oro     | Plataforma 10 m sincro       |
| 2023               | Rzeszów (Polonia)  | Medalla de oro     | Plataforma 10 m sincro mixto |
| Campeonato Europeo |                    |                    |                              |
| Año                | Lugar              | Medalla            | Prueba                       |
| 2022               | Roma (Italia)      | Medalla de plata   | Plataforma 10 m sincro       |
| 2022               | Roma (Italia)      | Medalla de plata   | Equipo mixto                 |
| 2025               | Antalya (Turquía)  | Medalla de oro     | Plataforma 10 m sincro mixto |
| 2025               | Antalya (Turquía)  | Medalla de oro     | Equipo mixto                 |